# Damned in Black
Damned in Black este cel de-al șaselea album de studio al formației Immortal. Este singurul album de studio cu Iscariah.
Acest album continuă stilul muzical început cu Blizzard Beasts, elementele thrash metal devenind predominante.

## Lista pieselor
1. "Triumph" - 05:41
2. "Wrath From Above" - 05:46
3. "Against The Tide (In The Arctic World)" - 06:03
4. "My Dimension" - 04:32
5. "The Darkness That Embrace Me" - 04:38
6. "In Our Mystic Visions Blest" - 03:11
7. "Damned In Black" - 06:52

## Personal
- Abbath Doom Occulta - vocal, chitară
- Demonaz Doom Occulta - versuri
- Horgh - baterie
- Iscariah - chitară bas

## Clasament
| Țara     | Poziția |
| -------- | ------- |
| Germania | 95      |